# Norrmyrtjärnen (Jokkmokks socken, Lappland)
Norrmyrtjärnen är en sjö i Jokkmokks kommun i Lappland och ingår i Luleälvens huvudavrinningsområde.